# Ferdinand Zinsser
Ferdinand Zinsser (* 10. Februar 1865 in New York City; † 3. Januar 1952 in Tübingen) war ein deutscher Dermatologe, Hochschullehrer und Rektor der Universität zu Köln. Seine Tochter Auguste heiratete 1919 den Kölner Oberbürgermeister Konrad Adenauer.

## Leben
Ferdinand Zinsser wurde als Sohn deutscher Auswanderer, dem Mediziner Friedrich Zinsser und seiner Frau Auguste, geb. Balser in New York geboren. Nach der Rückkehr der Familie nach Deutschland erhielt Ferdinand Zinsser ab 1877 seine Schulausbildung in Wiesbaden. Nach dem Abitur begann er ein Medizinstudium in Bonn, das er in München und Heidelberg fortsetzte. Im Jahr 1890 erhielt er in Heidelberg seine Approbation. Im folgenden Jahr promovierte Ferdinand Zinsser über eine Hornhauterkrankung. Anschließend nahm er eine Stelle an der Universität Leipzig bei Heinrich Curschmann an. Bei Edmund Lesser in Leipzig spezialisierte sich Zinsser auf die Dermatologie und begleitete ihn auch 1889 nach seiner Berufung zum außerordentlichen Professor und Direktor der Dermatologischen Klinik an der Universität Bern.
Im Jahr 1894 kam Ferdinand Zinsser nach Köln und übernahm 1902 die neu gegründete Abteilung für Hautkrankheiten der städtischen Klinik in den Krankenanstalten Lindenburg im Kölner Stadtbezirk Lindenthal. Im Jahr 1904 begann er seine Tätigkeit als Dozent an der Akademie für Praktische Medizin in Köln, für die er im Jahr 1908 eine außerordentliche Professur erhielt. Der Schwerpunkt seiner Arbeiten lagen auf der Therapie des Lupus und der Erforschung und Therapie sexuell übertragbarer Krankheiten. Im Jahr 1912 erschien sein Hauptwerk Syphilis und syphilisähnliche Erkrankungen des Mundes, das in den nächsten Jahrzehnten in mehreren Auflagen und in zahlreichen Übersetzungen erschien. Zinsser forderte eine öffentliche Fürsorge, die Bereitstellung von menschenwürdigen Wohnungen, die Einrichtung von städtischen Dirnenquartieren  und die freiwillige polizeiliche Gesundheitskontrolle, um die Ausbreitung von Gonorrhoe und Syphilis einzudämmen.
Nach der Neugründung der Universität zu Köln im Mai 1919 wurde Zinsser als Ordinarius der Dermatologie berufen und zum ordentlichen Professor ernannt. Im Jahr 1921 gründete sich die Kölner Dermatologische Gesellschaft, zu dessen ersten Vorsitzenden Ferdinand Zinsser  gewählt wurde. In den Jahren 1923 bis 1924 bekleidete Zinsser das Amt des Dekan der Medizinischen Fakultät. Von 1928 bis 1929 amtierte Zinsser als Rektor der Kölner Universität.
Bis zu seiner Emeritierung im Jahr 1931 leitete Ferdinand Zinsser als Direktor die Hautklinik in den Krankenanstalten Lindenburg und betätigte sich in der Lehre als Inhaber des Lehrstuhls für Dermatologie. Nach seiner Pensionierung stiftete Zinsser einen Großteil seiner dermatologischen und venereologischen Literatur der Kölner Universitätsbibliothek.
Ferdinand Zinsser war seit 1895 mit Wilhelmine Tourelle verheiratet. Die älteste Tochter Auguste heiratete 1919 den Kölner Oberbürgermeister Konrad Adenauer. Sein Sohn Ernst Zinsser arbeitete später als Architekt und Hochschullehrer an der Technischen Hochschule Hannover.
Nach Ferdinand Zinsser wurde das Zinsser-Engman-Cole-Syndrom (Dyskeratosis congenita), eine seltene Erbkrankheit, benannt.

## Veröffentlichungen (Auswahl)
- Ueber Keratoconus (Promotion, 1891)
- Die Prostitutionsverhältnisse der Stadt Köln (1906/07)
- Der jetzige Stand der Lichttherapie der Hautkrankheiten (1907)
- Zur Röntgentherapie der Hautkrankheiten (1908)
- Die Gefahren der Röntgentherapie der Hautkrankheiten (1911)
- Über Zahnveränderungen bei kongenitaler Syphilis (1912)
- Syphilis und syphilisähnliche Erkrankungen des Mundes (1912)
- Ulcus cruris syphiliticum und syphilitische Erkrankungen der Unterschenkelknochen (1915)
- Beruf und Ausbildung des Arztes (1928)

- beteiligt an:
- Josef Jadassohn (Hrsg.): Handbuch der Haut- und Geschlechtskrankheiten (1927)